# Алекса Крсмановић
Алекса Крсмановић (Тузла, 1842. -  Беч, 7. март 1914.) био је српски трговац и задужбинар.

## Одрастање, образовање и рана каријера
Основну школу учио је у Брчком и Винковцима. Трговачке науке учио је у Будимпешти. Заједно са оцем Николом, братом Димитријем, стричевима Ристом и Јованом, и Јовановим зетом Ристом Параносом развио је трговачко-извозничку радњу "Браћа Крсмановић и Паранос" која је 1858. из Тузле пресељена у Београд. Године 1872. Паранос је иступио из фирме, која је наставила да послује под именом "Браћа Крсмановић".

## Каријера трговца
Трговачка фирма се бавила извозом сувих шљива у западноевропске земље и Америку. У Србију, првенствено у Ваљевски и Шабачки округ, доносили су квалитетне саднице и градили сушаре. Коже и крзно извозили су у Лајпциг. Потом су извозили жито и куповали со у Влашкој. На свим већим дунавско-савским пристаништима од Прахова до Шапца градили су велике двоспратне магацине.
После смрти оца Николе и брата Димитрија, Алекса се 1910. споразумео са стараоцима масе о подели имовине. Подела је извршена 1912. и фирма "Браћа Крсмановић" је угашена 29. октобра 1912.

## Руководеће функције
Од оснивања Београдске трговачке банке 1894., Алекса је био њен велики акционар и председник. Био је члан Изабраног суда Београдске берзе, члан Управног одбора Привилеговане народне банке Краљевине Србије, члан Берзанског суда и Тарифног одбора.

## Кућа Алексе Крсмановића
Kyћa Алексе Крсмановића на Теразијама бр. 40 (данашњи број 34) је саграђена 1885. према пројекту архитекте Јована Илкића. Грађена је као стамбена породична кућа за београдског трговца Јоцу М. Марковића. Већ 1898. кућа је променила власника када су браћа Крсмановић купила плац на Теразијама, а сама кућа је припала Алекси Крсмановићу. По смрти Алексе Крсмановића, кућу је наследила његова супруга Линка Петровић (1860-1929). У овој кући је 1. децембра 1918. свечано проглашено уједињење Срба, Хрвата и Словенаца у заједничку државу.

## Задужбинарство
Алекса Крсмановић је тестаментом половину својих прихода од непокретних имања завештао својој супрузи Линки. Другу половину је наменио оснивању Фонда Алексе Н. Крсмановића. Према тестаменту Линка Крсмановић је имала право да користи кућу на Теразијама бр. 40 и вилу "Јелисавета" у винограду на Сењаку. После њене смрти ове зграде би се продале и новац ставио у Фонд Алексе Н. Крсмановића. Фонд je био намењен подизању дома у Београду са натписом „Алекса Крсмановић — Србству". Приход од дома употребљавао би ce само за патриотске циљеве, о чему би ce бринуо посебан одбор. Ова жеља Алексе Крсмановића није остварена.
Поред Фонда Алексе Н. Крсмановића, који je званично основан 1924. године, примаоци одређених сума из тестамента Алексе Крсмановића били су следећи фондови и друштва:
- Инвалидски фонд Свети Ђорђе
- Друштво Светог Саве
- Коло српских сестара
- Соколско друштво Душан Силни
- Српско друштво Црвеног крста
- Дом сиротне деце
- Друштво ,,Краљ Дечански"
- Друштво за подизање храма Светог Саве

У заоставштину, између осталог, спадале су и следеће београдске некретнине:
- Плац са зградом у Кнез Михаиловој улици 56 у којој се некада налазио хотел "Српска круна" а данас Библиотека града Београда,
- Плацеви и зграда у улици Браће Крсмановић 11, 12 и 17.
- Плацеви и зграда у улици Косте Главинића 3 и 5.
- Плац и зграда у улици Карађорђевој 46.

Процењена вредност заоставштине Алексе Kрсмановића износила је укупно 2.866.801 динар. Од тога је вредност непокретног имања процењена на 1.864.500 динара. Готовог новца било је 185.591 динара, вредносне хартије износиле су 805.170 динара и вредност разних других покретности износила је 11.540 динара.

## Смрт
Алекса Крсмановић је умро 1914. у Бечу после тешке операције. Сахрањен је на Новом гробљу у Београду.